# Filipov (Nemile)
Filipov (německy Philippstal) je vesnice a základní sídelní jednotka na katastrálním území Filipov u Zábřeha obce Nemile v okrese Šumperk.
Původní osada Filipov byla založena po rozparcelování poplužního dvora s renesanční tvrzí knížetem Filipem Erazimem z Lichtenštejna roku 1733. Původně byla součástí katastru obce Nemile, což dokládá původní katastrální mapa obce Nemile z roku 1835, ale později se stala samostatnou obcí s vlastním katastrálním územím, existujícím dodnes. Roku 1945 byla obec sloučena s obcí Nemile. Obě vsi mají dodnes své kaple, postavené kolem roku 1800.